# Larisa Semyonovna Latynina
Larissa Latynina Semyonovna (tiếng Ukraina: Лариса Семенівна Латиніна, tiếng Nga: Лариса Семёновна Латынина; sinh ngày 27 tháng 12 năm 1934) là một vận động viên thể dụng dụng cụ thuộc Liên Xô cũ. Giữa năm 1956 và 1964, bà đã giành được 14 huy chương Olympic cá nhân và bốn huy chương đồng đội. Tổng cộng 18 huy chương Olympic của bà là một kỷ lục trong 48 năm cho đến khi vượt qua bởi động viên bơi lội người Mỹ Michael Phelps vào ngày 31 tháng 7 năm 2012. Bà tiếp tục giữ kỷ lục về số huy chương cá nhân (14 chiếc) trong 52 năm cho đến khi Phelps vượt qua vào năm 2016. Bà được cho là có công trong việc giúp Liên Xô thiết lập vị trí là một lực lượng thống trị trong thể dục dụng cụ.

## Thời trẻ
Tên lúc sinh là Larisa Semyonovna Diriy ở Ukraina, ban đầu bà tập ballet, nhưng quay sang thể dục dụng cụ sau khi biên đạo múa của cô chuyển ra khỏi Kherson. Cô tốt nghiệp trường trung học vào năm 1953 và chuyển đến Kiev để theo học Đại học Bách khoa Lenin và tiếp tục được đào tạo, nơi cô được đào tạo tại Hội thể thao tự nguyện Burevestnik. Lúc 19 tuổi, cô ra mắt quốc tế tại Giải Thể dục dụng Thế giới 1954 tại Roma, cô đã đoạt huy chương vàng trong cuộc thi đồng đội.